# Certamen Internacional de Poesía y Cuento Barcarola
El Certamen Internacional de Poesía y Cuento Barcarola es un certamen literario que se celebra anualmente en la ciudad española de Albacete.

## Historia
El Certamen Internacional de Poesía y Cuento Barcarola nació en 1984, cinco años después que el nacimiento de la revista Barcarola, impulsora de los premios.

## Premios
Los Premios Barcarola incluyen dos categorías: poesía y cuento. El premio de poesía consiste en un premio económico y su publicación en una prestigiosa editorial nacional. El premio de cuento consiste en un premio económico y su publicación en la revista Barcarola.

## Obras
Al premio de poesía pueden optar libros inéditos escritos en lengua castellana con entre 500 y 1000 versos presentados bajo seudónimo.
Al premio de la modalidad de cuento pueden optar relatos inéditos escritos en castellano que no sobrepasen los 6 folios, presentados bajo seudónimo. En ambos casos sólo puede presentarse un trabajo por autor.
Los trabajos proceden de diversas partes del mundo, especialmente de España, Europa y Latinoamérica.

## El jurado
El jurado, presidido por el alcalde de Albacete, está compuesto por un prestigioso escritor, un poeta, un narrador, un crítico relevante y miembros del consejo de redacción de la revista Barcarola.

## Sede
El acto de entrega de premios tiene lugar en la ciudad española de Albacete.